# Calle de los Caballeros (Sagunto)
La calle de los Caballeros es una vía pública de la ciudad española de Sagunto.

## Descripción
La vía nace de la Plaza Mayor y llega hasta la calle del Buen Suceso, donde da a parar en la de José Lerma y en la de Santa Ana. Se conoció en otra época como «carrer Major». Aparece descrita en el Nomenclator de las calles, plazas y puertas antiguas y modernas de la ciudad de Sagunto (1901) de Antonio Chabret y Fraga con las siguientes palabras:

Caballeros (calle de los). Se entra por la del Castillo y temina en la de Gilet y Santa Ana. Se llama propiamente calle de Caballeros la que empieza frente á la Iglesia parroquial. Hasta el siglo XVII se denominó carrer major, por manera que se la consideraba á esta calle como una prolongación de la que en la actualidad llamamos Mayor, ó sea desde la Puerta ferrica hasta la Plaza de la Constitución. Recibía, sin embargo, las subdenominaciones de carrer major a la Porta de Terol, el final de esta calle que terminaba en esta puerta; als cuatre cantons, en el mismo punto que hoy se llama á las cuatro esquinas de la calle del Araix y del Hospital, etc., etc. Comenzó á llamarse calle de los Caballeros, porque en ella han existido las casas de las familias nobles de la Villa desde tiempos muy antiguos, como puede verse todavía por sus edificios vetustos, los escudos señoriles, y por el aspecto tortuoso, sombrío y estrecho de la misma. La casa de la familia Borrás, cuyo frontispicio se ha renovado ahora por su nuevo dueño, conserva una ventana pequeña de estilo del más puro gótico y un bajo relieve en piedra representando un león apoyado en las patas traseras y en cuyas manos sustenta un tirso, todo lo cual revela una buena época del arte. La casa del Marqués de San José; la de la familia Mallent, después de Vitoria; la de Armengol, que es la que todavía no se ha extinguido y habita en la casa solariega, y otros que permanecen en ruinas, acomodados á humildes destinos, ostentan en sus muros de piedra labrada, su glorioso pasado.
(Chabret y Fraga, 1901, pp. 39-40)